# Давыдынки (Лубенский район)
Давыдынки (укр. Давиденки) — село,
Хорошковский сельский совет,
Лубенский район,
Полтавская область,
Украина.
Код КОАТУУ — 5322887903. Население по данным 1982 года составляло 30 человек.
Село ликвидировано в 2007 году.

## Географическое положение
Село Давыдынки примыкает к селу Николаевка (Лохвицкий район).

## История
- 2007 — село ликвидировано[1].
- Упоминается как приписанный населённый пункт хут. Давиденко в селе Хорошки до 1790 года.